# K Čёrnomu morju
K Čёrnomu morju (К Чёрному морю) è un film del 1957 diretto da Andrej Petrovič Tutyškin.